# St. Bonifatius (Wirges)
Die Pfarrkirche St. Bonifatius in Wirges ist ein, in den Jahren 1885–1887 errichtetes, katholisches Gotteshaus neogotischen Stils. Seit dem Jahr 1902 trägt sie im Volksmund den Namen „Westerwälder Dom“.

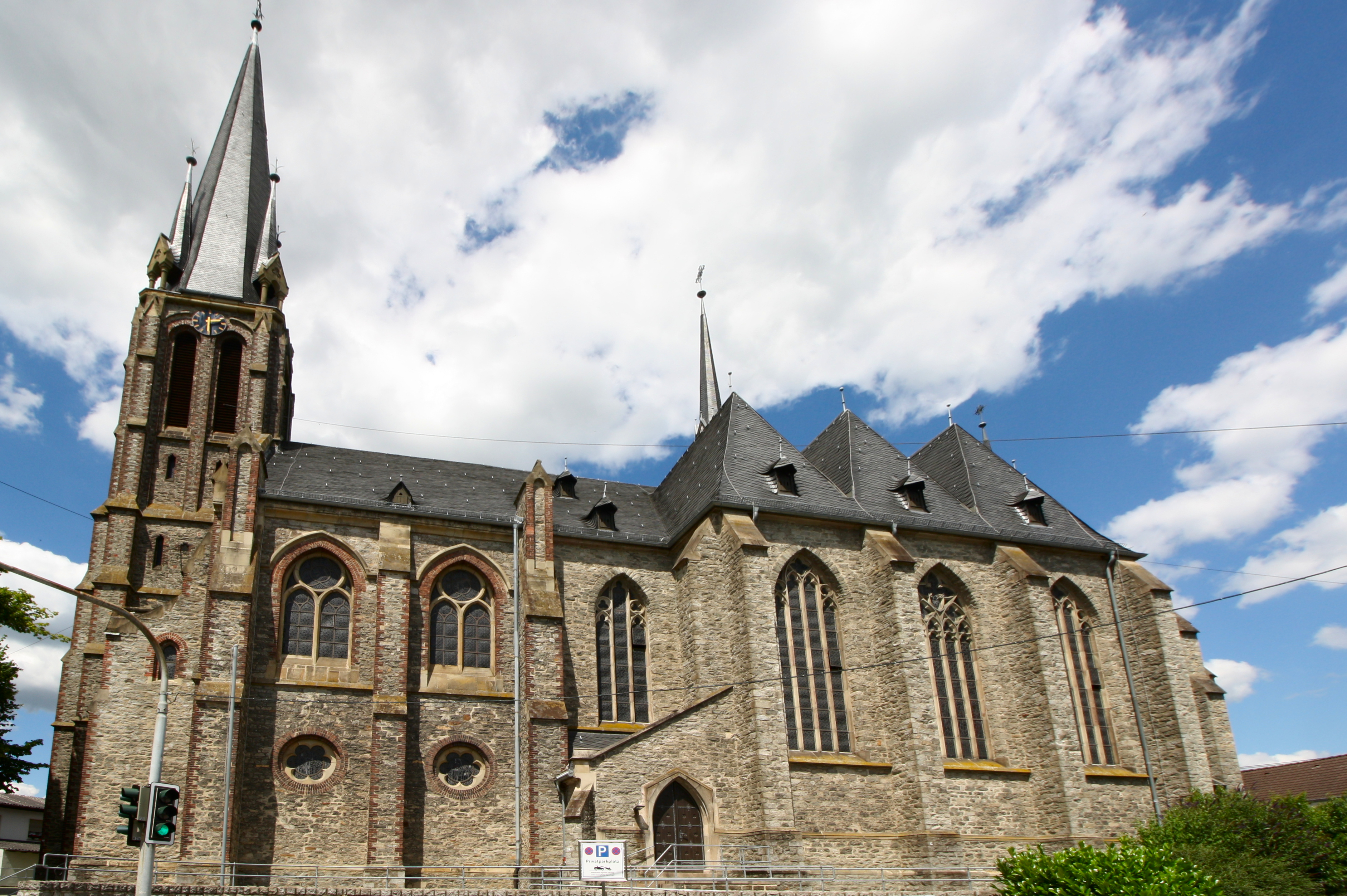
Der Westerwälder Dom St. Bonifatius

## Baugeschichte

### Vorgängerbauten
Erstmals erwähnt wird für Wirges eine sogenannte „Holzkirche“, die wohl in der Zeit des 11./12. Jahrhunderts vom Kloster St. Florian (Oberösterreich) errichtet wurde. Zuvor wurde das Lehen zu Wirges, das bereits im Jahr 958 in eine Schenkung umgewandelt worden war, von der Herzogin Reginlind dem Kloster übereignet. Vorherige Lehnsherren waren Herzog Hermann I. von Schwaben und das Marienstift St. Florin in Koblenz. Mit der Übertragung des Lehens auf das Kloster St. Florian wurde auch die seit frühchristlicher Zeit übliche Verpflichtung für Lehnsherren, Kirchen zu bauen und zu unterhalten, auf das Kloster übertragen.

#### Erste steinerne Kirche
Die erste nachgewiesene Kirche in Wirges wurde um das Jahr 1200 am Platz des heutigen Gotteshauses erbaut. Der als Wehrturm erbaute Kirchturm lässt den Schluss zu, dass das Bauwerk romanischen Stils war. Im Zusammenhang mit dieser Kirche findet im Jahr 1326 der erste Pfarrer Erwähnung, Pfarrer Plebanus de Weydergys.

#### Zweite steinerne Kirche
Um 1587 wurde die romanische Kirche wegen Platzmangels zunächst vergrößert. 200 Jahre später fasste sie die inzwischen noch zahlreicher gewordenen Gläubigen des großen Kirchspiels nicht mehr. Auch ihr baulicher Zustand war sehr schlecht geworden, was aus einem dem Hessischen Hauptstaatsarchiv vorliegenden Visitationsbericht hervorgeht. Ein deshalb vom kurtrierschen Hofarchitekten angefertigter Entwurf zum Bau einer Saalkirche kam nicht zur Ausführung. Als sich die zum Bau verpflichteten Lehnsherren geeinigt hatten, wurde 1774 das Kirchenschiff niedergelegt, der Turm aber stehen gelassen. An diesen baute man ein basilikaähnliches Schiff im Stil des Spätbarock an. Die Baukosten trugen die zu dieser Zeit im Kirchensprengel „zehntenden“ Herren. Das Stift St. Florin trug zwei Drittel, das restliche Drittel der Graf von Walderdorff, die Herren von Stein, von Sohlern und der Graf von Eltz-Rübenach zusammen, sowie die Pfarrherren von Wirges und Helferskirchen. Für die Innenausstattung, vor allem für die Altäre, mussten die Gläubigen selbst aufkommen.
Die drei Altäre der Kirche waren der Hauptaltar mit der Statue des Heiligen Bonifatius, dem Marienaltar aus 1520 und einem neu gestifteten Sebastiansaltar. Das neue Gotteshaus wurde am 8. September 1775, dem Fest Mariä Geburt, von Bischof D’Erban geweiht. Das Fundament ließ allerdings derart zu wünschen übrig, dass sich bald Risse bis zum Dach hinauf zogen. Als man die Kirche 100 Jahre später wieder abriss, mauerte man ihren Grundstein, noch heute sichtbar, neben dem zum Pfarrhaus hin gelegenen Seiteneingang der jetzigen Kirche ein.

#### Dritter Kirchbau
Die wiederum zu klein gewordene Kirche sollte weniger als ein Jahrhundert später erneut vergrößert werden. Zwischenzeitlich hatten die Zehntherren, denen die Baulast oblag, gewechselt: Haupt-Zehntherr war nun die herzoglich-nassauische Domänenverwaltung, die als Rechtsnachfolger des Florinsstifts in Koblenz den größten Anteil der Kosten zu tragen hatte. Als Nachfolger der Freiherrn vom Stein waren der Graf von Walderdorff zu Molsberg, der Freiherr von Heddesdorf zu Winningen und die Gräfin von Gieck zu Nassau ebenfalls verpflichtet, einen Anteil an den Baukosten zu tragen. Lediglich die Gräfin von Gieck war bereit, den ihr zufallenden Anteil der Baukosten zu tragen, weshalb der Kirchenvorstand 1854 gerichtlich gegen die Zehntherren vorging. Am 25. Oktober 1855 erging das Urteil, wonach die Zehntherren verpflichtet waren, Chor und Schiff der Pfarrkirche zu erbauen, bzw. zu vergrößern. Für den Bau des Turmes war die Kirchengemeinde verantwortlich. Die Gemeindemitglieder hatten außerdem unentgeltlich Hand- und Spanndienste zum Kirchenbau zu leisten.
Die Zehntherren gaben sich mit dem Urteil nicht zufrieden und wandten sich an das herzogliche Hof- und Appellationsgericht in Dillenburg. Ihre Berufung wurde 1858 vom Gericht abgewiesen. Unterdessen gingen im Dorf die Meinungen darüber auseinander, ob ein Neubau oder ein Anbau der Kirche geplant werden sollte. Der Kostenvoranschlag für eine neue Kirche, der von Dombaumeister Wolf in Limburg aufgestellt worden war, belief sich auf 48.380 Gulden. Da er den Wert der alten Kirche auf 3.200 Gulden veranschlagte, verblieben nach seiner Rechnung noch 45.180 Gulden, die von den Zehntherren aufzubringen waren.
1861 erstellte der herzoglich-nassauische Bauinspektor Mäurer ein weiteres Gutachten, wonach der Kirchenneubau 68.000 Gulden kosten sollte. Sofern auch der Kirchturm und die Sakristei erneuert wurden, kämen weitere 20.000 Gulden hinzu. Für drei neue Altäre, Kanzel, zwei Beichtstühle und neue Kirchenstühle hatte er zusätzliche Kosten von 8.300 Gulden ermittelt, sodass nach seiner Berechnung die Gesamtkosten 96.300 Gulden betragen sollten. Bauinspektor Mäurer schlug 1862 als Bauplatz den Kirchhof mit der alten Kirche vor. Ein alternativ vorgesehener Bauplatz am Siershahner Weg liege in der Nähe der Krugöfen am äußersten Westende des Dorfes und damit zu weit abseits. Die Kirche solle „im Dorf bleiben“. Ein Gegengutachten kam zu dem Ergebnis, dass der Baugrund an der alten Kirche ungeeignet und der Platz außerdem zu klein sei.

#### Ablösung der Kirchenbaulast
Unterdessen hatten die nassauischen Behörden mit den Zehntherren verhandelt, die ihnen obliegende Kirchenbaulast endgültig durch eine einmalige Zahlung in Geld abzulösen. Der Kirchenvorstand und das herzoglich-nassauische Finanzkollegium einigten sich 1862 auf eine Ablösesumme in Höhe von 52.000 Gulden, mit der die Bauverpflichtung der Zehntherren für eine Kirche für alle Zeiten abgelöst sein sollte. Der bischöflichen Behörde in Limburg erschien die Ablösesumme jedoch zu gering, es wurden neue Verhandlungen mit den Zehntherren aufgenommen. Rechtsnachfolger für den Freiherrn vom Stein als Zehntherr war inzwischen der Graf von Kielmansegg. Schließlich erging am 16. Februar 1864 ein Urteil des herzoglichen Oberappellationsgerichts, durch welches die Ablösesumme auf 69.706 Gulden und 40 Kreuzer festgesetzt wurde. Die herzogliche Domäne hatte hiervon 59.089 Gulden und 11 Kreuzer zu tragen. Mit der Zahlung der festgesetzten Summe sollte sowohl die Verpflichtung zum Neubau als auch zur Unterhaltung der Kirche in Wirges abgelöst sein. Wie im November 1865 berichtet wurde, hatten die drei kleineren Zehntberechtigten ihre anteilige Ablösesumme von 10.617 Gulden und 29 Kreuzer bis dahin bereits eingezahlt. Mit dem Domänenfiskus musste noch jahrelang weiter verhandelt werden, da er den auf ihn entfallenden Anteil nicht anerkennen wollte. Schließlich einigten sich die königlich-preußische Regierung und der Kirchenvorstand von Wirges am 17. Juli 1869 auf eine Abfindung von 57.000 Gulden.

#### Neubau oder Anbau
In der Zwischenzeit waren die Planungen für die neue Kirche weitergegangen, jedoch die Auseinandersetzung, ob Neubau oder Umbau, immer noch nicht zu Ende gekommen. 1864 setzten sich 34 Gemeindemitglieder von Wirges in einer Eingabe an das bischöfliche Ordinariat in Limburg nachhaltig für einen Umbau der Kirche ein. Bischof Peter Joseph Blum schrieb am 15. Februar 1868 an die königlich-preußische Regierung, dass die Zahl der Pfarrangehörigen inzwischen auf 4.765 angewachsen sei. Wenn zwei Drittel Sitzplätze erhalten sollten, so sei die vorgesehene Zahl von 2.664 Sitzplätzen zu wenig. Der Bischof lehnte es ab, dass 3/11 der Pfarrangehörigen nur Stehplätze bekommen sollten.
Pfarrer Prötz und der Kirchenvorstand wiesen am 16. September 1869 in einer Eingabe nach Limburg erneut auf die außergewöhnlich beengten Raum- und Platzverhältnisse hin. Das Gedränge in der Kirche habe zu mancherlei Missverständnissen geführt. Wegen des Raummangels gingen viele nach auswärts zum Gottesdienst oder gäben dessen Besuch nur vor, um in Wirklichkeit „in den Wirtshäusern sitzenzubleiben“. Wenn diese Missverständnisse nicht bald durch einen Neubau abgestellt würden, wollte Pfarrer Prötz um seine Versetzung bitten, da er seine Pflichten als Seelsorger unter diesen Umständen nicht erfüllen könne. Das bischöfliche Ordinariat erklärte daraufhin, es wolle zunächst eine Kommission nach Wirges schicken, um auch die Wünsche der Filialgemeinden kennenzulernen.
Durch deren Anhörung ergaben sich unerwartet große Schwierigkeiten für den Kirchenneubau. Mehrere Filialgemeinden des Kirchspiels Wirges waren bestrebt, sich vom Kirchspiel zu trennen und zu verselbstständigen oder anderen Pfarreien zugeteilt zu werden. Sie vertraten die Auffassung, dass sie an der Ablösesumme zu beteiligen seien, die von den Zehntberechtigten zwecks Befreiung von der Kirchenbaulast gezahlt wurde. Da der Kirchenneubau im Wesentlichen mit der Ablösesumme des Zehntherren finanziert werden sollte, würde bei der Beteiligung der Filialgemeinden am Ablösungskapital ein Teil der Baufinanzierung ausfallen. Dadurch würden zwangsläufig erhebliche Schwierigkeiten für die Gesamtfinanzierung des Kirchenneubaus entstehen. Einzelne Kirchenvorstandsmitglieder gingen so weit zu behaupten, dass bei einer Abtrennung mehrerer Filialgemeinden die alte Kirche für die verbleibenden Pfarrangehörigen ausreichen würde, sodass ein Neubau nicht mehr notwendig sei. Pfarrer Prötz vertrat im Gegensatz dazu die Auffassung, dass auch bei einer Abtrennung einzelner Filialgemeinden eine neue Kirche gebaut werden müsse. Er hatte sich für diesen Fall schon einen Bauplan von Bauinspektor Hermann Nebel aus Koblenz entwerfen lassen.
In einer Sondersitzung des Kirchenvorstandes und der Sendschöffen des Kirchspiels am 12. Januar 1870 sprachen sich zehn Mitglieder für die Ausgliederung von Filialgemeinden aus; sechs Mitglieder einschließlich Pfarrer waren noch für den Kirchenneubau. Damit war klar, dass die Filialgemeinden, die bestrebt waren, eine eigene Pfarrei zu errichten, wie Dernbach und Ötzingen-Leuterod, nichts mehr zu den Neu- oder Umbaukosten beitragen wollten. Darauf richtete der Kirchenvorstand am 25. Oktober 1872 ein dringendes Gesuch an das bischöfliche Ordinariat, möglichst bald einen Anbau an die Kreuzkirche für 12.000–14.000 Taler zu genehmigen. Die innere Ausstattung der Kirche müsse erneuert werden, da die „Altäre schwarz und schmutzig, die Statuen vom Holzwurm zernagt und zerstückelt“ seien. Außerdem besitze die Kirche keine Orgel. Die Filialgemeinden Dernbach und Ötzingen-Leuterod protestierten gegen den Antrag, einen Neubau zu errichten.
Zwei Jahre vorher, am 9. Mai 1870, hatte Regens Münzenberger nach Besichtigung der Wirgeser Kirche ein Gutachten an das bischöfliche Ordinariat über den baulichen Zustand erstattet. Die Kirche weise zwar viele Schäden auf, jedoch sei das Mauerwerk im Kern gesund. Der Kirchturm stamme aus dem 11., höchstens aus dem 12. Jahrhundert. Der Turmhelm sei noch gut; der Turm sei bei aller Einfachheit stattlich und dürfe nicht abgebrochen werden. Die Kirche fasse 1.200 Personen und biete genug Raum. Eine Reparatur sei dringend erforderlich und koste 4.000–5.000 Taler. Pfarrer Prötz beantragte am 22. Januar 1874 in Limburg erneut die Restauration der Kirche. In seiner Antwort vom 23. März 1874 wies das bischöfliche Ordinariat darauf hin, dass eine solche unmöglich vor der Entscheidung über die Abtrennung der Filialgemeinden durchgeführt werden könne. Mit Schreiben vom 12. Januar 1876 genehmigte die bischöfliche Behörde dann die notwendigen Reparaturen an der Kirche unter der Voraussetzung, dass der Kirchenvorstand und er Gemeindevorstand diese bewilligten.
Im Kirchenvorstand kam es zu erheblichen Meinungsverschiedenheiten. In dieser Zeit des Kulturkampfes war das bischöfliche Ordinariat aufgelöst und der Bischof von Limburg verbannt. Der Kirchenvorstand schrieb daher 1878 eigenmächtig, ohne Genehmigung von Limburg, die Bauarbeiten für einen Anbau an der Kirche aus. Noch im selben Jahr wurde mit dem Anbau zur Vergrößerung der Kirche begonnen. Nach dem vorgelegten Bauplan sollte der Anbau zugleich die Vorstufe für einen Neubau darstellen. Der alte Kirchturm sollte wegen Baufälligkeit abgebrochen und ein neuer Turm vorgebaut werden.
Die bischöfliche Behörde versuchte noch im Juni 1879, die vorgesehene Erweiterung des Anbaus bis zu den Seitentüren zu unterbinden. Zwar wollte man nicht den nun einmal begonnenen Kirchenbau aus Sparsamkeitsgründen verunstalten und z. B. turmlos lassen, jedoch sollte der widerrechtlich begonnene Erweiterungsbau auch nicht noch weiter vergrößert werden. Das bischöfliche Ordinariat bat daher um Bericht, wie viel die jetzige Erweiterung vom Baukapital der Kirche schon verschlungen habe und wie viel nach der Vollendung des Ganzen noch übrig bleiben werde.

#### Anbauplan von 1878
Der Anbau wurde „zum Ärgernis für weite Kreise der Diözese ausgeführt“. Schiff und Chor der alten Kirche blieben stehen. Im Jahr 1880 wurde der Anbau fertiggestellt. Pfarrer Prötz starb bereits am 10. März 1879. Vom Baukapital waren 80.000 Mark schon verbaut. Der alte Turm wurde wegen Baufälligkeit niedergerissen und an seiner Stelle ein neuer Turm nach Plan und unter der Leitung des Kreisbauinspektors Büchling gebaut. Bei den Turmdeckerarbeiten kam ein Sohn des Dachdeckers Ritz aus Ötzingen ums Leben. Gegen den Abbruch des Turmes hatte sich vielfacher Protest erhoben, weil damit ein „unersetzliches Kunstwerk“ beseitigt würde.
Im Juni 1882 zeigten sich plötzlich Risse im Gewölbe des Kirchenschiffes, die zum Teil als eine Folge des Anbaus und des dabei erfolgten Abbruches der Vorderseite der alten Kirche angesehen wurden. Durch Herausschlagen der alten Decke sollte die dringendste Gefahr behoben werden.
Schon 1875 hatte sich der Diözesanbaumeister Augener gutachtlich geäußert, dass jede Restauration und jede Erweiterung der Kirche unter Beibehaltung alter Teile nur ein Notbehelf für kurze Zeit sein könnten. Der Hauptschaden des Kirchengebäudes liege in der mangelhaften Fundierung auf schlechtem Untergrund. Zahlreiche senkrechte Risse hätten den Mauerverband aufgehoben.

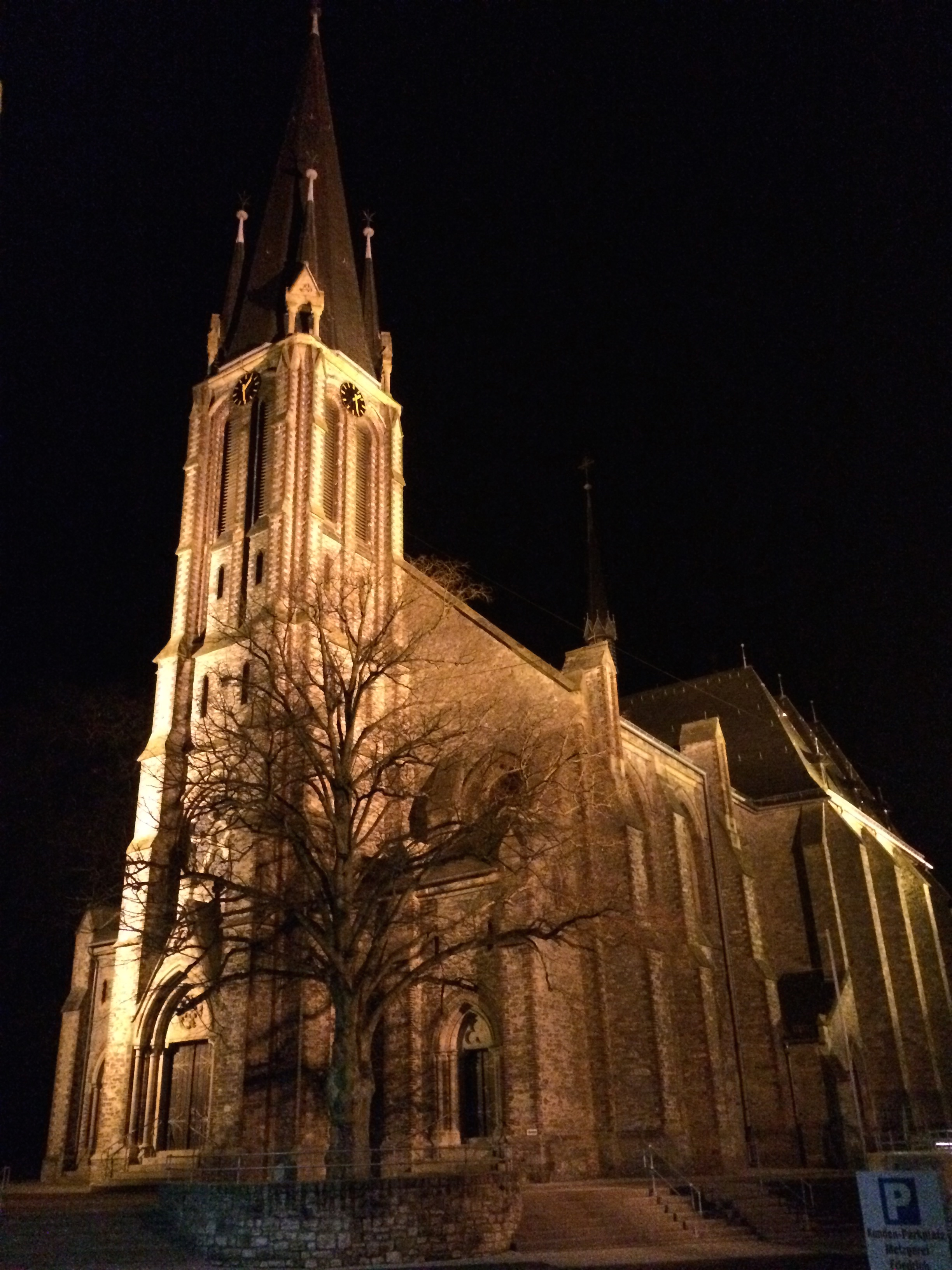
Der Westerwälder Dom bei Nacht

### Neue Kirche
1883 ließ man von Baumeister Büchling neue Pläne für einen vollständigen Neubau der Kirche anfertigen. Nachdem die bischöfliche Verwaltung ihre Arbeit wieder aufnehmen konnte, beauftragte sie den Architekten Max Meckel aus Frankfurt, statt des vorliegenden Planes einen stilgerechten Plan für eine neugotische Kirche mit drei Schiffen und einem dreischiffigen Querhaus zu entwerfen. Der Kirchenvorstand stimmte dem neuen Entwurf zu und beschloss am 4. Mai 1884 weiterzubauen. Der Ausbau war mit 105.000 Mark veranschlagt. 90.000 Mark standen aus der Ablösesumme der Zehntherren zur Verfügung. Für die innere Ausschmückung waren 15.000 Mark vorgesehen. Die Behörde genehmigte den Weiterbau nach dem Plan Max Meckels, mit einer Abänderung an den Seiten. Die alte Kirche wurde abgebrochen, wobei die freistehenden Säulen des Mittelschiffs belassen wurden. Der Kirchenneubau wurde an den bereits unter Pfarrer Prötz erstellten Anbau und den neu errichteten Turm angegliedert.
Ab 1. Oktober 1884 wirkte Bernhard Feldmann als Hilfsseelsorger in der Pfarrei, bis ihm am 1. Oktober 1886 die Pfarrei Wirges übertragen wurde. In seiner Amtszeit wurde die 3. Kirche vollendet, die von ihren beiden Vorgängerinnen den Heiligen Bonifatius als Schutzpatron übernahm. Es ist das älteste Patronat dieses Heiligen im Bistum Limburg.
Der Grundstein der neuen Kirche wurde am 5. Mai 1885, also erst bei Beginn der 2. Bauperiode, gelegt. Bischof  Karl Klein weihte sie am 20. August 1887 ein. Der Architekt Max Meckel wurde danach zum Diözesanbaumeister ernannt.

## Architektur
Die Kirche ist im damals in Deutschland vorherrschenden neogotischen Stil errichtet. Sie misst 27,61 Meter in der Breite und 53,86 Meter in der Länge.
Die Wände des Kirchenschiffes sind außen durch abgetreppte Strebepfeiler gegliedert. In das hohe Dach des Langhauses schieben sich beidseitig je drei Walmdächer, die das kurze Querhaus decken.
Die Wände des Chores sind der Höhe des Mittelschiffes entsprechend höher gezogen als die Wände des Hauptschiffes. Auch hier gliedern Strebepfeiler und Fenster das äußere des Chores, den ein eigenwilliges helmartiges Dach deckt. Dieses Dach überragt jenes des Kirchenschiffes um einige Meter und bildet ein Gegengewicht gegen die Masse des Turmes. Der an den Westgiebel gelehnte mächtige Turm hat ebenfalls an den Mauerecken je zwei Strebepfeiler, die nach oben hin treppenartig zurücktreten. Die Rücksprünge sind durch horizontale Gesimse miteinander verbunden. Über den beiden Strebepfeilern umrahmen je ein Stützenpaar mit einem Tympanon und darüber einer schlanken, achteckigen Turmpyramide den Fuß des sehr hohen Turmhelmes, dem ebenfalls eine achteckige Turmpyramide aufgesetzt wurde.
Das Dach des Kirchenschiffes war bis in die 1950er Jahre mit Gauben geschmückt, die der Durchlüftung des Dachraumes dienten. Ebenfalls zierte das Hauptdach ein sehr spitzer, achteckiger Turm, der wiederum ein Pendant auf dem Turmhelm hatte.
Der Grundriss der Kirche lässt zwei grundsätzlich verschiedene Bauabschnitte erkennen. Der erste besteht aus der Eingangsanlage mit Turm und zwei Schiffjochen. Die dreiportalige Eingangsanlage ist zusammengesetzt aus den schweren, den Fuß des Kirchturms bildenden Wänden, zwei an diese angelehnten Treppenhäuser zur Empore, die daran anschließenden Nebeneingänge mit Windfängen, einem nordseitig angeschmiegten Treppenhaus zur Glockenstube und der Giebelwand in Höhe und Breite des Langhauses. An die Eingangsfront schließt sofort ein Mittelschiff mit zwei Seitenschiffen an.
Das erste Joch ist überspannt von einer Empore. Jene im zweiten Joch wurde erst in den 1950er Jahren angefügt. Der ursprüngliche Plan sah Kreuzpfeiler vor, die die Last der beiden hinteren Joche heute noch tragen. Die alte Empore wird von zwei Kreuzpfeilern, denen zwei schmale Säulen vorgesetzt sind und zwei Säulen mit vorgelagerten Diensten zur Aufnahme der Gurtbögen aus dem Emporenjoch getragen.
Der Grundriss des zweiten Bauabschnittes zeigt deutlich die Anlehnung des Architekten an die hochgotischen Kathedralen des Mittelalters in Frankreich. Die Erweiterung der Empore begrenzt vom Eingang her den Blick ins Kirchenschiff. Dem siebenjochigen Mittelschiff ist je ein Seitenschiff zugeordnet, das jeweils von einem dreischiffigen Querhaus wird. In die Zwickel zwischen Querhaus und Seitenschiff ist auf der Seite des Haupteingangs je ein Seiteneingang angeordnet. Im Ostteil ist nach Süden hin an das Seitenschiff eine kleine Kapelle angefügt. Dem Chor, in der Breite des Mittelschiffs angelegt, wurde an der Südseite eine kleine Kapelle, an der Nordseite eine in der Tiefe und Höhe größere Kapelle angegliedert. Letztere wurde wohl wegen des Zuganges von der Sakristei zum Chor einfach um ein Zwischenjoch vertieft. Heute ist dieses kurze Zwischenjoch Taufkapelle. Ein Umbau der Sakristei brachte die Verlegung des vorgenannten Zuganges mit sich.
Das Hauptschiff des neueren Teiles bilden fünf weitere Joche auf Rundsäulen. In diese leiten in der Längs- und Querachse angeordnete Dienste die Lasten aus den Gurten der Gewölbe von den Schildbögen der Längswände des Mittelschiffes. Die begleitenden Seitenschiffe haben die gleich Jochzahl wie das Hauptschiff. Sie laufen optisch bis zum Chorraum durch, erweitern sich aber vom zweiten bis vierten Joch zu einem Querhaus, dem jeweils ein zweites Seitenschiff angefügt und deren Höhe fast auf die Höhe des Mittelschiffes gezogen wurde. Überwölbt sind diese Seitenschiffe mit Spitzbogen-Tonnen.
Der Chor ist mir schweren viereckigen Pfeilern gegen das Langhaus gesetzt, dessen letzte Säule als Halbsäule an dieser Steinmasse anlehnt. Ein eingeschobenes schmales Joch gibt der fünfeckigen Apsis des Chores größere Tiefe. Die Seitenschiffe werden ebenfalls von fünfeckigen kleineren Apsiden abgeschlossen. Die nördliche Apsis hat ein vorgelagertes Zwischenjoch. Zusammen bilden diese Grundrissteile ein Kreuz, in dem das Schiff Sammlungsraum, die Eingangsanlage zweckgebundenes dienendes Glied und das Kopfstück in seiner Staffelung von der kleineren über die größere Apsis zum Hochaltar hin, besonders durch die Überhöhung der begrenzenden Fenster, Krone und Höhepunkt des Raumes sind.
Schwere Pfeiler tragen ein Kreuzrippengewölbe in den Raum und nehmen die Empore auf. Die Seitenschiffe werden von schwerem Mauerwerk mit je zwei Kreuzgratgewölben begrenzt. Je zwei Rundfenster unterhalb der Empore spenden sparsam Licht. Oberhalb der Empore verdrängen hohe Spitzbogenfenster das Mauerwerk, leichte Kreuzrippengewölbe überspannen den Raum.
Dienste und sparsam aufgebaute Kapitelle nehmen den im Hauptschiff aufsteigenden Rundsäulen die Schwere, zugleich auch die Last der Kreuz- und Querrippen der Gewölbe und der Mittel- und Seitenschiffe begrenzenden Schildbögen.
Im Hochchor sind die Wände aufgelöst in Fenster, Fensterbekleidung und kräftige Pfeilervorlagen. Die vor diesen angelegten Dienste sind mit reich geschmückten Kapitellen versehen, die die Krone des Rippengewölbes über der Apsis aufnehmen. Die unter den Fenstern befindlichen Wandreste treten durch die Lichtfülle und die Leichtigkeit der übrigen Konstruktion kaum in Erscheinung, trotzdem bilden sie horizontalgelagert das Gegengewicht zur Höhe des Raumes. Die einzelnen Apsiden bilden, wie im Grundriss mit unterschiedlicher Tiefe, durch die gestaffelte Höhe und den sich steigernden Schmuck den optischen Zentralpunkt der Raumfolge.

## Ausstattung

### Innendekoration
Nach Vollendung des Baues wurde das Kirchenschiff zunächst nur schlicht dekorativ ausgestattet. 1905 bemalte der Kunstmaler August Adam Potthast aus Wiesbaden die Wände und Pfeiler im üppig rankenden Jugendstil.
Ebenfalls von Potthast stammen auch alle im Nazarenerstil auf Kupferblech gemalten Bilder:
- 12 Apostel im Obergaden
- Darstellungen aus dem Leben des Heiligen Bonifatius: Aussendung als Missionar und Ermordung
- Die Taufe Jesu im Jordan durch Johannes (Dieses Bild füllte ehemals die ganze Rückwand der damaligen Taufkapelle auf der rechten Seite des Schiffes aus. Wegen seines „damals unkünstlerischen Nazarenerstils“ wurde es 1923 verschrottet. Verschollen ist außerdem das ebenso große Bild „Christus Triumphator“, das sich hoch oben über der rechten Apsis befand.)

Die gerahmten Ölbilder der Kreuzwegstationen kopierte der Maler Gessner aus Limburg nach Originalen Martin von Feuersteins aus München.
Nach dem Ersten Weltkrieg füllte Gessner gemeinsam mit dem Maler Busalt aus Limburg die 1905 ausgesparten Felder auf den Wandflächen im Chorraum und auf den vorderen Halbpfeilern in Kalkputzmalerei und zwar im Chorraum mit Darstellungen, die Bezug zur Eucharistie hatten:
- die Hochzeit zu Kanaan
- das Opfer des Melchisedek auf den Pfeilern
- die vierzehn Nothelfer auf den vorderen Halbsäulen
- die Opferung Isaaks
- Jesus mit den Jüngern zu Emmaus

Die Bilder waren Stiftungen des Unternehmers Adam Marx und wurden bei der letzten Innenrenovierung übermalt.
Hinter dem Hochaltar ist eine Gedenktafel aller in der Pfarrei tätigen Pfarrer angebracht.

### Fenster

#### Chorraum
Im Spitzbogen des Mittelfensters thront die Heilige Dreifaltigkeit, Gott Vater, Gott Sohn und, in Gestalt einer Taube, Gott der Heilige Geist über einem angedeuteten Regenbogen, dem Zeichen des Bundes zwischen Gott und den Menschen.
Darüber sind in symbolischen Darstellungen die vier Evangelisten zu erkennen:
- Markus als Löwe
- Johannes als Adler
- Matthäus als Mensch
- Lukas als Stier

Unterhalb dieses Bogens stehen
- St. Bonifatius, der Patron der Kirche
- St. Georg, der Patron des Bistums Limburg

In den beiden seitlichen Fenstern sind Szenen aus dem Alten Testament (links) und dem Neuen Testament (rechts) dargestellt.
links:
- die Vertreibung von Adam und Eva aus dem Paradies
- die Opferung Isaaks durch seinen Vater Abraham
- Abraham und Melchisedech in Gestalt von Brot und Wein

rechts:
- die Geburt Christi (Annahme der Menschennatur)
- der Opfertod Christi (der Tod Jesu am Kreuz)
- Jesus nach der Auferstehung beim Mahl mit den Emmausjüngern

In den Dreipassformen dieser beiden Spitzbogenfenster sieht man
links: einen sich für seine Jungen opfernden Pelikan
rechts: das Lamm Gottes.

#### Apsiden
Die heutige Taufkapelle in der linken Apside war ursprünglich die Marienkapelle. In ihr stand bis 1962 der jetzt im linken Seitenschiff befindliche Marienaltar.
Ihre beiden Fenster zeigen Szenen aus dem Leben Marias und Josefs:
- die Vermählung Josefs mit Maria
- Mariens Tod
- Josefs Tod
- die Flucht nach Ägypten
- die heilige Familie zu Nazareth
- der zwölfjährige Jesus im Tempel

Die Heiligen in den Fenstern der rechten Apside über dem Sebastiansaltar zeigen den Heiligen Bernhard von Clairvaux
- als Zisterzienserabt mit dem Kreuz, den Leidenswerkzeugen und der Dornenkrone in der Hand
- als Prediger für die Kreuzzüge.

#### Kirchenschiff
Die Klarglasfenster der ursprünglich aus 1887 stammenden Fensteranlage wurden 1962 durch ornamental gestaltete Fenster des Künstlers Josef Jost aus Hattenheim/M. ersetzt. Die dabei gewählte Kleinteilung des Mosaiks erlaubte es, kräftige Farbtöne dicht nebeneinander zu setzen, durch welche eine Assoziation mit den Fenstern großer gotischer Kirchen erzeugt wird.
Auf dem großen Bildfenster zum nördlich gelegenen Pfarrhaus hin erkennt man
- Johannes den Täufer im Büßergewand mit Kreuzstab
- die Heilige Agnes, durchbohrt von einem Schwert
- die Heilige Katharina mit Rad und Schwert
- Den Heiligen Petrus mit einem Buch und einem Schlüssel

und auf dem gegenüberliegenden Mittelfenster
- den Heiligen Jakobus den Älteren mit der Pilgermuschel an der Mütze und dem Pilgerstab
- die Heilige Elisabeth mit einem Gefäß
- die Mutter Anna, Maria und das Jesuskind
- Johannes den Evangelisten mit einem Kelch, aus dem eine Schlange entweicht.

Die in das Mauerwerk der zu diesen beiden Mittelfenstern gehörenden Drei- und Vierpässe eingefügten Bilder zeugen durch ihre Wiederholung im Kirchenraum von der großen Verehrung der Gottesmutter durch die Wirgeser Gläubigen um 1900. Diese Bilder führen durch das Leben Mariens:
links:
- Maria Verkündigung
- Mariä Heimsuchung
- Christi Geburt

rechts:
- Maria, die Königin des Himmels und der Erde, der Herrin des Kosmos, umgeben von den Symbolen der vier Evangelisten (siehe Mittelfenster im Chor). Darunter die Gestirne nach der Geheimen Offenbarung: eine Frau, mit der Sonne umkleidet, der Mond zu ihren Füßen.

Über der Tür zur Sakristei in einem kleinen Gefach des Fensters
- Karl Borromäus im Büßergewand, einen Strick um den Hals, umhüllt von einem kardinalroten Mantel, als Bischof und Kardinal von Mailand.

Auf dem gegenüberliegenden Fenster in einem entsprechenden Fensterausschnitt
- der Heilige Sebastian von Pfeilen getroffen.

Alle diese Fenster sind Stiftungen von Familien der damaligen Pfarrei Wirges. Bei einzelnen Fenstern sind die Namen der Spender am unteren Rand angebracht.
links:
- Familie P. Neeb, Siershahn
- Familie Chr. Gramig, Wirges (dazu die Inschrift: Sit laus Deo honor et gloria. / Gott sei Lob, Ehre und Herrlichkeit.)

rechts:
- Familie J. Diefenbach, Wirges (dazu die Inschrift: Gratias agamus Domino Deo nostro. / Lasst uns danken dem Herrn, unserem Gott.).

Die Fenster über dem Sebastiansaltar stiftete Fam. Weyand, Wirges.
Auch die klaren Rundfenster unter der Empore wurden 1962 durch Buntfenster ersetzt. Sie erzählen von Begebenheiten des Alten Testamentes, die auf das Opfer des neuen Bundes hinweisen:
links vorne:
- das Opfer Noahs; im Hintergrund Noahs Arche, darüber die Taube mit dem Ölzweig. Noe kniet vor einem zum Himmel steigenden Feuer. Als Zeichen des Bundes zwischen Gott und den Menschen überspannt ein Regenbogen das Bild.

links hinten:
- das Opfer Abrahams; eine Hand hält die zur Opferung seines Sohnes bereite Hand Abrahams fest, die andere weist auf einen Widder.

rechts vorne:
- das Opfer Moses; nach der Verkündigung der zehn Gebote besprengt Moses das Volk mit dem Blute des Lammes als Bundeszeichen.

rechts hinten:
- das Opfer Melchisedechs; Melchisedech bringt im Beisein von Abraham Brot und Wein dar. Dieses Opfer gilt als alttestamentliches Zeichen, das im Opfer Jesu seine Erfüllung findet (Eucharistie).

### Altäre und Heiligenstatuen

#### Hochaltar
Der von zwei Flügeltüren flankierte Hochaltar wurde 1887 von Caspar Weis aus Frankfurt am Main angefertigt. Er wird gekrönt von einem hoch aufsteigenden, feingliedrigen Gesprenge. Um den Thron des ausgesetzten Allerheiligsten, dem ursprünglich als solcher ein drehbarer Tabernakel diente, gruppiert sich eine Auswahl von Heiligen der Allerheiligenlitanei. Die Rangfolge dieser Heiligen entspricht, von der Mitte nach außen genannt, genau ihrer Einordnung innerhalb der Litanei.
| linke Seite                | oben                                    |                                                    | rechte Seite              | oben                        |                                       |
| -------------------------- | --------------------------------------- | -------------------------------------------------- | ------------------------- | --------------------------- | ------------------------------------- |
| die Apostel                | Maria                                   | die Gottesmutter                                   | die Apostel               | Josef                       | der Nährvater Jesu                    |
|                            | Petrus                                  | mit dem Schlüssel                                  |                           | Paulus                      | mit dem Schwert                       |
|                            | Johannes                                | mit dem Kelch                                      |                           | Matthäus                    | mit Bart (Schwert als Symbol fehlt)   |
|                            | Bartholomäus                            | mit dem Messer                                     |                           | Simon                       | mit Säge                              |
| ein Mönch                  | Franz von Assisi                        | in Kutte mit Wundmalen                             | der Bußprediger           | Johannes der Täufer         | im Fellkleid mit Kreuzstab            |
| ein Märtyrer               | Georg                                   | mit Drachen und Schwert                            | ein Prediger              | Antonius von Padua          | mit Rosenkranz, ein Kind tragend      |
| eine Kaiserin              | Hildegard                               | mit Krone, den Bischofsstab reichend               | ein Ordensmann            | Aloysius                    | mit Lilie                             |
|                            |                                         |                                                    | eine Kaiserin             | Helena                      | das Kreuz zeigend                     |
|                            | unten                                   |                                                    |                           | unten                       |                                       |
| die Apostel                | Philippus                               | mit Kreuzstab                                      | die Apostel               | Thaddäus                    | mit Lanze und Hellebarde              |
|                            | Jakobus der Jüngere                     | mit Keule                                          |                           | Andreas                     | mit Andreaskreuz                      |
|                            | Thomas                                  | mit einem Winkel                                   |                           | Jakobus der Ältere          | in schwarzem Mantel mit Pilgermuschel |
| ein Papst                  | N.N.                                    | mit Tiara und dreifachem Kreuzstab                 | ein Mönch                 | Dominikus                   | in weißem Habit und schwarzem Mantel  |
| eine Äbtissin              | Hildegard von Bingen                    | mit Buch und Stab                                  | ein Kirchenlehrer         | Hieronymus                  | mit Buch                              |
| eine Ordensfrau            | Mechthild von Helfta                    | mit Adelskrone und Buch                            | eine Jungfrau             | Katharina                   | mit Rad und Schwert                   |
|                            |                                         |                                                    | eine Mutter               | Mutter Anna                 | das Kind belehrend                    |
|                            |                                         |                                                    | eine Ordensfrau           | Clara                       | in Clarissinnentracht mit Monstranz   |
| in der Predella (Unterbau) | links                                   | rechts                                             | Rückseite der Flügeltüren | links                       | rechts                                |
|                            | Maria bei Elisabeth und die Geburt Jesu | die Weisen aus dem Morgenland, dem Kinde huldigend |                           | die Verkündung des Erlösers | die Krönung Mariens                   |

#### Marienaltar
Der ebenfalls von Caspar Weis geschaffene Marienaltar im linken Seitenschiff stammt aus dem Jahr 1891. Die Predella trägt den Namen des Künstlers und die Inschrift: „Meister dieses Werkes, bitt’ Gott für ihn! 1891“. Das ursprüngliche Gesprenge entsprach dem des Hochaltares, musste jedoch 1962 wegen starken Wurmfraßes weichen.
| Mitte            |                                                                                        | Predella                      | | linker Flügel (offen)                                                        | rechter Flügel (offen)                                 |
| ---------------- | -------------------------------------------------------------------------------------- | ----------------------------- | --- | ---------------------------------------------------------------------------- | ------------------------------------------------------ |
| Maria            | die Gottesgebärerin (Dei Genitrix), die das Kind trägt, mit einer Taube auf dem Diadem | Bernhard oder                 | als Minnesänger unserer lieben Frau                                                                       | Darstellung Mariens im Tempel                                                | Übergabe an die Tempelschule                           |
| Franz von Assisi | mit dem Kreuz                                                                          | Bernhard von Morkus oder      | dem das Lied „Alle Tage sing' und sage“ zugeschrieben wird                                                | linker Flügel (geschlossen)                                                  | rechter Flügel (geschlossen)                           |
| Antonius         | den Fischen predigend                                                                  | Casimir von Polen             | dem der Text (nicht der Hymnus) desselben Liedes zugeschrieben wird                                       | Nikolaus als Bischof mit Stab und Buch, auf dem drei Kugeln zu erkennen sind | Helena mit der Kaiserkrone und dem aufgefundenen Kreuz |
|                  |                                                                                        | Maria Margaretha von Alacoque | die die Herz Jesu-Verehrung verbreitet hat. mit einem Herz, das von einem Kreuz und Flammen überhöht wird |                                                                              |                                                        |
|                  |                                                                                        | Dominikus                     | der als Urheber des Rosenkranzgebetes gilt                                                                |                                                                              |                                                        |

#### Josefsaltar
Auch der im rechten Seitenschiff befindliche Josefsaltar wurde von Caspar Weis angefertigt. Er ist der am einfachsten gehaltene der drei Altäre.
| In der Mitte         | Josef                           |
| beidseitig flankiert | die Flucht aus Ägypten          |
| in den Hochreliefs   | die heilige Familie in Nazareth |

#### Sebastiansaltar
In der Zeit der großen Pestepidemien um 1300 und 1720 suchte die Bevölkerung Hilfe beim Heiligen Sebastian, der seit 345 als Heiliger und seit dem 7. Jahrhundert als Pestpatron gilt. Sein Erkennungszeichen ist der Pfeil.
Auch in Wirges schloss sich eine Gebetsgemeinschaft zusammen, gefördert durch einen Gnadenbrief des Papstes Pius VI. voller Ablässe von 10. März 1777. Auch nach Auflösung der Bruderschaft fanden noch lange im Januar eine Sebastiansandacht gehalten. Die Prozession an Christi Himmelfahrt führt in Anlehnung an die „Pestprozession“ alljährlich zur Steimelkapelle.
Zur Ausstattung der 1775 gebauten Kirche stiftete die Sebastiansbruderschaft einen Sebastiansaltar. Diesen sollen später zusätzliche Darstellungen des Heiligen Herzens Jesu und der Heiligen Maria geschmückt haben. Der Schrein des Altares stammt von 1775, die beiden Flügeltüren aus dem Jahr 1520 gehörten ursprünglich zum Marienaltar des ersten romanischen Gotteshauses. Schließt man die Flügeltüren, ist, aus zwei Hälften zusammengesetzt, die Verkündigung des Herrn zu sehen.
Die ursprüngliche Mondsichelmadonna und die Figuren der Heiligen Laurentius, Jakobus dem Älteren, Agnes und Agatha sind verschollen. Die erhaltenen Flügeltüren zeigen:
| innen                    |                                                            |
| Blasius                  | mit Bischofsstab und Kerze                                 |
| Katharina                | mit Zackenrad und Schwert                                  |
| Christophorus            | auf einen Pfahl gestützt, das Kind durch den Fluss tragend |
| Margarethe               | mit weißem Mantel und Kreuzstab                            |
| außen                    |                                                            |
| die Verkündigung Mariens |                                                            |

#### Taufkapelle
Die ehemalige Taufkapelle am Ende des linken Seitenschiffs beherbergt unter anderem eine Mater dolorosa, die von Jakob Marx gestiftet und Pius Vierheiligen angefertigt an die Gefallenen des Ersten Weltkrieges erinnert. Diese Figur stand ursprünglich neben der Sakristeitür vor einem großen Bußkreuz, flankiert von zwei Holztafeln mit den Namen der Toten.
Zur Erinnerung an Maria Katharina Kaspar wurden eine von der Stadt Wirges gestiftete Gedenktafel sowie ein Foto der Seliggesprochenen angebracht. An der gleichen Stelle stand in der 1775 geweihten Barockkirche der 1520 gefertigte Marienaltar, dessen Flügeltüren heute den Sebastiansaltar schmücken. Vor diesem Altar legten am 15. August 1851 die ersten Dernbacher Schwestern ihre Gelübde ab.

### Taufstein
Der Taufstein stand bereits in der 1775 geweihten Barockkirche. Seine Form entspricht dem Klassizismus des 17. Jahrhunderts. Er stand ursprünglich in der Nische rechts im Kirchenschiff, der alten Taufkapelle. Nach 1918 befand er sich im hinteren Kirchenraum, um bei der letzten Renovierung in die linke Apside, die neue Taufkapelle, verstellt zu werden. Dabei erhielt er auch einen mit einem Bergkristall versehenen Bronzedeckel.

### Orgel

#### Vorgängerinstrumente
Bis zur Anschaffung eines Harmoniums im Jahr 1868 wurden die Lieder in der 1775 errichteten Kirche von einem Kantor angestimmt, in dessen Gesang die Vorsänger und die Gemeinde mit einstimmten. Die männlichen Vorsänger nahmen dabei in zwei Chorstühlen auf der Evangelienseite, die etwa ein Dutzend Sängerinnen in zwei Gestühlen beim Marienaltar Platz. Aus der Zusammenfassung dieser Vorsänger entstand im Jahr 1838 der Kirchenchor „St. Gregorius“.
Das Harmonium erwies sich nach kurzer Zeit als unzureichend und wurde zunehmend reparaturbedürftig, weshalb der Pfarrnachfolger Peter Prötz 1874 in der zuständigen bischöflichen Behörde um die Genehmigung zur Anschaffung einer Orgel bat. Im darauffolgenden Jahr reichte er einen Kostenvoranschlag der Limburger Orgelbauwerkstatt Gebr. Keller über ein Instrument mit 23 Registern zum Preis von 2.602 Talern (etwa 4.000 €) ein, woraufhin die Firma ein Notinstrument für den Preis von 52 Talern aufstellte.
Die bischöfliche Behörde genehmigte den Bau der Orgel im Jahr 1876 unter der Bedingung, dass sowohl Kirchenvorstand als auch Gemeinderat dem Bauvorhaben zustimmen. Das neue Instrument wurde im Jahr 1877 fertiggestellt, aus Platzmangel jedoch nicht in der Kirche aufgestellt. Dies änderte sich mit der Fertigstellung der zwei vorderen Joche der heutigen Kirche und der Errichtung der Empore. Der Wind der Orgel wurde über mehrere Jahre durch Treten des Blasebalgs erzeugt, erst im Jahr 1904 übernahm diese Aufgabe ein elektrisches Gebläse.
Die Zinnpfeifen der Orgel wurden im Ersten Weltkrieg beschlagnahmt und eingeschmolzen. Der Gegenwert wurde 1926 vom Staat erstattet und die Orgel für 2.000 DM restauriert. Die Orgel wird für diese Zeit als ein mit Silberbronze angestrichener Holzattrappenprospekt beschrieben, hinter dem sich 25 Register auf zwei Manualen und Pedal befinden. Die Traktur war pneumatisch, das Klangbild nachromantisch.
Das Referat Kirchenmusik des Bistums Limburg empfahl im Jahr 1978 in einem Gutachten dringend den Neubau der Orgel. Ursächlich hierfür waren die stark beeinträchtigte Funktionstüchtigkeit und der Holzwurmbefall des bestehenden Instruments. Darüber hinaus wurde das Klangbild als unzureichend und die Spielmöglichkeiten als undifferenziert bezeichnet.

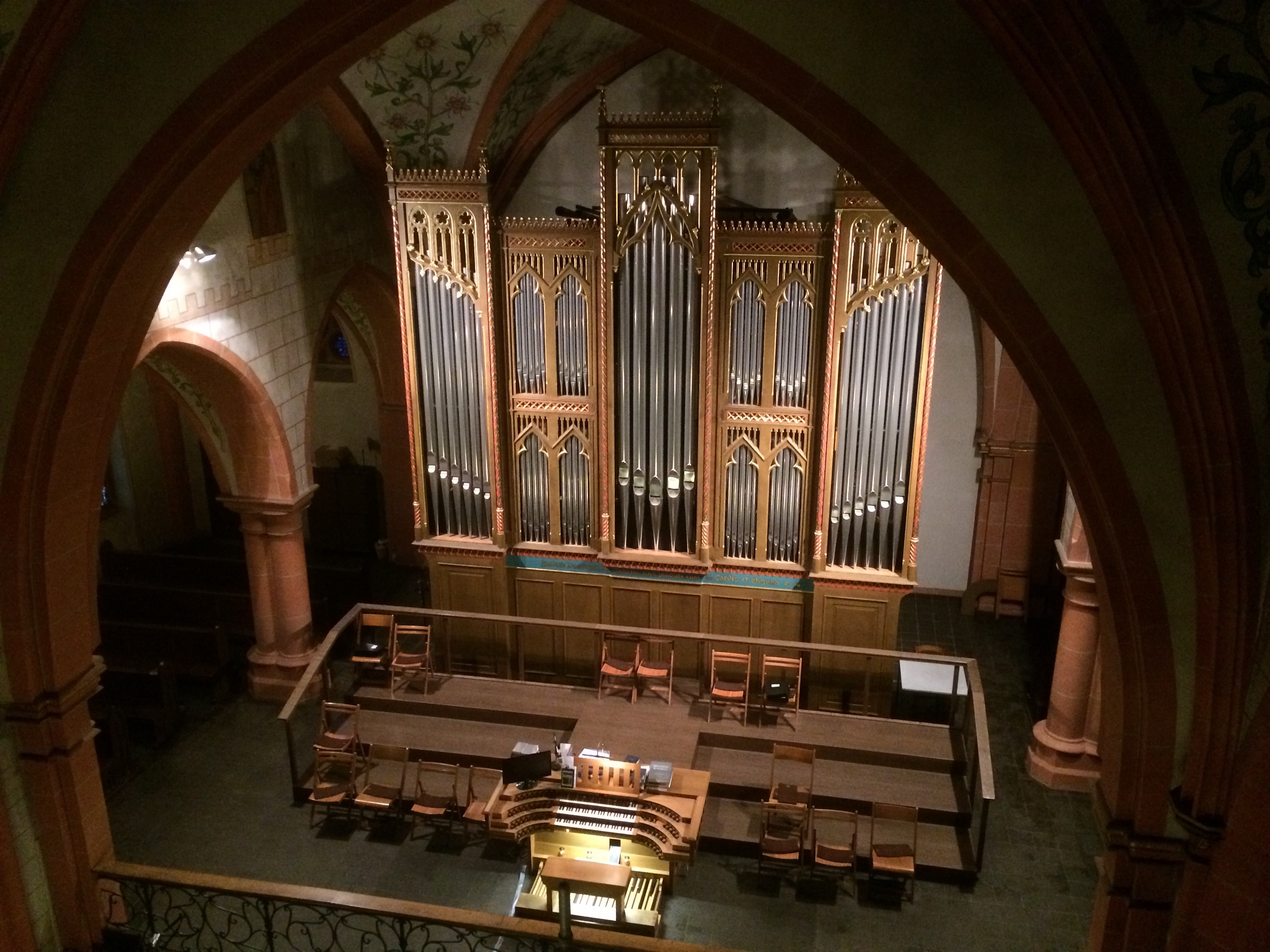
Göckel-Orgel

#### Göckel-Orgel
Das heutige Instrument wurde im Jahr 2001 von der Orgelbaufirma Göckel aus Epfenbach bei Heidelberg unter der teilweisen Verwendung von Pfeifenwerk des Vorgängerinstruments errichtet und 2018 um ein Pedalregister erweitert. Die auf drei Manuale und Pedal verteilten 46 Register stehen auf Schleif- und Kegelladen. Die Traktur ist mechanisch, die Koppeln und die Registersteuerung elektrisch.
| I Hauptwerk C–a3 |             |        |
| 1.               | Principal   | 16′    |
| 2.               | Principal   | 08′    |
| 3.               | Holzflöte   | 08′    |
| 4.               | Bourdon     | 08′    |
| 5.               | Gambe       | 08′    |
| 6.               | Octave      | 04′    |
| 7.               | Flûte       | 04′    |
| 8.               | Octave      | 02′    |
| 9.               | Mixtur IV   | 01 ⁄3′ |
| 10.              | Cornet      | 02⁄3′  |
| 11.              | Trompette 0 | 08′    |

| II Positiv C–a3 |            |         |
| 12.             | Principal  | 08′     |
| 13.             | Gedeckt    | 08′     |
| 14.             | Salicional | 08′     |
| 15.             | Fugara     | 04′     |
| 16.             | Flöte      | 04′     |
| 17.             | Quinte     | 02 ⁄3′  |
| 18.             | Doublette  | 02′     |
| 19.             | Terz       | 01 3⁄5′ |
| 20.             | Larigot    | 01 ⁄3′  |
| 21.             | Cromorne 0 | 08′     |
|                 | Tremulant  |         |

| III Schwellwerk C–a3 |                      |         |
| 22.                  | Bourdon              | 16′     |
| 23.                  | Flûte traversière    | 08′     |
| 24.                  | Viole de Gambe       | 08′     |
| 25.                  | Voix céleste         | 08′     |
| 26.                  | Flûte octaviante     | 04′     |
| 27.                  | Nasard               | 02 ⁄3′  |
| 28.                  | Octavin              | 02′     |
| 20.                  | Tierce               | 01 3⁄5′ |
| 30.                  | Plein Jeu V          | 02′     |
| 31.                  | Basson               | 16′     |
| 32.                  | Trompette harmonique | 08′     |
| 33.                  | Basson et Hautbois   | 08′     |
| 34.                  | Clairon              | 04′     |
| 35.                  | Voix humaine         | 08′     |
|                      | Tremulant            |         |

| Pedal C–g1 |                   |     |
| 36.        | Untersatz         | 32′ |
| 37.        | Violonbaß         | 16′ |
| 38.        | Subbaß            | 16′ |
| 39.        | Oktavbaß          | 08′ |
| 40.        | Gedacktbaß        | 08′ |
| 41.        | Choralbaß         | 04′ |
| 42.        | Kontra-Bombarde 0 | 32′ |
| 43.        | Bombarde          | 16′ |
| 44.        | Trompette         | 08′ |
| 45.        | Clairon           | 04′ |

| Chamade C–a3 |           |    |
| 46.          | Chamade 0 | 8′ |

- Koppeln
- Normalkoppeln: II/I, III/I, III/II, I/P, II/P, III/P
- Suboktavkoppeln: III/I, III/III
- Chamaden-Koppeln: an I, II, III
- Spielhilfen: 1024-fache Setzeranlage, Sequenzer

### Glocken
Das älteste, im 12./13. Jahrhundert erbaute Gotteshaus hatte zunächst nur eine einzige Glocke namens „Sankt Lambertus“. Sie war aus Glockenbronze, wog ca. 600 kg und hatte einen Durchmesser von 945 mm und den Schlagton „gis“. Unter ihrer Haube zeigte sie einen Blütenfries, 5 cm hoch, auf der Flanke das Heiligenbild „Maria Selbdritt“ und in Minuskeln die Inschrift: 
lambertus heischen ich * 
tzu den dienst gotz louden ich * 
den doner verdriven ich * 
jan van trier gos mich * 
anno dni m vc xxi (1521)
 1569 kam eine zweite Glocke in den alten Wehrturm. Sie trug den Namen des Kirchenpatrones, „Sankt Bonifatius“. Auch sie war aus Glockenbronze, bei einem Gewicht von 1100 kg und einem Durchmesser von 1160 mm, der Schlafgon war „fis“. Unter dem gleichen Blütenfries wie die andere Glocke lautete ihre Aufschrift in Versalien: 
BONIFATIUS HEISCHEN ICH 
IN DIE ER GODDES LOUDEN ICH 
HEINRICH VAN TRIER GOUS MICH 
ANNO DMI MDLXVIII (1568)
Die Buchstaben „G“ waren spiegelverkehrt eingesetzt.
Nach dem Bau der zweiten steinernen Kirche im Jahr 1775 wurde eine dritte Glocke in den erhaltenen Wehrturm gebracht, sie trug den Namen „Sankt Susanna“. Diese Glocke zersprang 1890 beim Totenläuten für Kaiserin Augusta Viktoria.
Die im Anschluss daran gefertigte Ersatzglocke, ebenfalls der Heiligen Susanna gewidmet, wurde im Ersten Weltkrieg eingeschmolzen. Die Lambertusglocke verblieb im Turm, die Bonifatiusglocke wurde 1918 abtransportiert, konnte jedoch nach der Novemberrevolution aus Montabaur zurückgeholt werden.

Zwei Jahre später erklärte sich Adam Marx bereit, die fehlende dritte Glocke zu stiften. Die Weihe erfolgte am 18. Januar 1921, die Inschrift lautete:
Sankta Susanna
Ich zersprang MDCCCXC (1890)
Als Augustas Totenlied ich sang
Manches Herz MCMXIV/VIII (1914/18)
Brach im Weltkrieg durch mein Erz
Wieder neu MCMXXI (1921)
Ließen mich auferstehen Dank und Treu
Adam Marx me donavit
Otto von Hemmelingen me formavit
Decantus Dr. Luschberger me consecravit
*AD MCMXXI (1921)
Im Zweiten Weltkrieg ordnete die Reichsregierung die Beschlagnahme sämtlicher Bronzeglocken an, woraufhin alle drei Glocken 1942 vom Turm geholt und nach Hamburg verfrachtet wurden. Verfügungsgemäß konnte pro Ort eine Glocke zurückgehalten werden, woraufhin sich die Gemeindeverwaltung für den Erhalt des Steimelsglöckchens entschied; die wertvolle Lambertusglocke wurde aufgegeben.
Aus der Überlegung heraus, in Zukunft zu verhindern, dass Wirgeser Kirchenglocken noch einmal zur Munitionsherstellung eingeschmolzen würden und die Tatsache berücksichtigen, dass in absehbarer Zeit keine Bronzeglocken geliefert werden könnten, entschied man sich in Wirges für die Anschaffung von vier Gussstahlglocken. Die neuen Glocken wurden am 3. November 1946 geweiht.
| Name             | Durchmesser | Gewicht | Ton | Inschrift                                                                                        |
| ---------------- | ----------- | ------- | --- | ------------------------------------------------------------------------------------------------ |
| Sankt Bonifatius | 1782 mm     | 3011 kg | cis | „St. Bonifatius, clientum fedum serve!“ Heiliger Bonifatius, bewahre uns vor allem Bösen!        |
| Sankta Maria     | 1414 mm     | 1425 kg | e   | „Sta. Maria, gratiam nobis emplora!“ Hl. Maria, erbitte für uns Gottes Gnade!                    |
| Sankt Gregorius  | 1189 mm     | 807 kg  | gis | „St. Gregorius, tremende nos defende!“ Hl Gregor, verteidige uns im Kampfe des täglichen Lebens! |
| Sankt Conradus   | 1058 mm     | 780 kg  | ais | „St. Conradus, campas agricoloque tuere!“ Hl. Konrad, beschütze unsere Fluren!                   |

Zwei Jahre später stellte sich heraus, dass die beiden ersten Glocken aus dem 16. Jahrhundert noch in Hamburg standen. Sie wurden rückgekauft und im Kirchturm der Bannberscheider Kirche montiert.
Die neuen Glocken erwiesen sich als klanglich unbefriedigend, wie auch aus einem Gutachten des Glockensachverständigen H. Foersch im Frankfurter Glockenbuch hervorgeht: „Diese vier Glocken aus dem Jahre 1946 weisen alle aufdringliche, penetrante Sekundennebenschläge auf. Die schon an sich ungewöhnliche Schlagtonlinie (cis – e – gis – ais) ist verworren und bis zur Unkenntlichkeit erstellt.“
Am 4. Oktober 2009 weihte der damalige Bischof Franz-Peter Tebartz-van Elst fünf neue Bronzeglocken, die am 7. November 2009 zum ersten Mal vom Turm des Westerwälder Domes läuteten. Sie waren in der Eifeler Glockengießerei Hans August Mark in Brockscheid gegossen worden.
| Name               | Durchmesser | Gewicht | Ton  | Inschrift                                                               |
| ------------------ | ----------- | ------- | ---- | ----------------------------------------------------------------------- |
| Bonifatius         | 1480 mm     | 1650 kg | cis’ | BONIFATIUS HEISSE ICH ZUR EHRE GOTTES LÄUTE ICH                         |
| Gottesmutter Maria | 1300 mm     | 1250 kg | dis’ | GOTTESMUTTER MARIA HEISSE ICH DIE GNADE GOTTES VERKÜNDE ICH             |
| Sebastian          | 1100 mm     | 1130 kg | fis’ | SEBASTIAN HEISSE ICH ZUM GOTTESDIENST LADE ICH DEN DONNER VERTREIBE ICH |
| Katharina Kasper   | 980 mm      | 750 kg  | gis’ | KATHARINA KASPER HEISSE ICH IN DIE NACHFOLGE JESU RUFE ICH              |
| Birgitta           | 820 mm      | 500 kg  | ais’ | BIRGITTA HEISSE ICH FÜR DIE EINHEIT EUROPAS DIE STIMME ERHEBE ICH       |

## Friedhof
Bis zum Bau der romanischen Kirche im 12./13. Jahrhundert wurden die Verstorbenen der ganzen Umgebung von Montabaur bei der dortigen Kirche beerdigt. Die Toten von Wirges trug man über Staudt und Allmannshausen dorthin. Nach der Abtrennung von der Urpfarrei Montabaur bestattete das neugebildete Kirchspiel Wirges diese rund um die alte Pfarrkirche.
Hatte bereits der Bau der Barockkirche den dazu zur Verfügung stehenden Raum schon eingeengt, so ließen die Errichtung des Westerwälder Domes und die gleichzeitig erfolgte Bebauung der „Obergass“ kaum Raum für weitere Verstorbene. Zuerst wollte man einen Friedhof in der Gewann Hopfengarten einrichten. Aus praktischen Gründen legte man aber 1819 den zur Kirche näher gelegenen Nordfriedhof für das ganze, damals 30.000 Seelen umfassende Kirchspiel an. Zur Unterhaltung der beiden Friedhöfe mussten sämtliche Filialorte Unterhaltskosten zahlen.
An die ursprünglichen Zeiten erinnert noch heute der Name „Leichenrast“ an der Straße nach Montabaur. Dort rasteten nämlich die Dernbacher Leichenträger zum letzten Mal, ehe sie ihre Verstorbenen während der Totenmesse vor dem Hauptportal der Kirche aufbahrten.
Auf dem Nordfriedhof stand vorerst nur ein großes Holzkreuz. 1910 ließ der Geistliche Rat J. Diefenbach für sich und seine verstorbenen Angehörigen, wie auch für alle zukünftig in Wirges verstorbenen Pfarrer, über zwei Grabliegen die inzwischen in den Besitz der Stadt übergegangenen und restaurierte Kapelle bauen.
Zu deren künstlerischen Ausgestaltung schenkte ihm sein Freund Caspar Weis, der Gestalter der drei Altäre von St. Bonifatius, den sehr sorgfältig, leider nur in Gips, ausgearbeiteten Entwurf eines seiner geplanten Werke mit dem Titel „Beweinung Christi“. Ursprünglich war dieses als sechste Station eines „Siebenschmerzenweges Mariens“ gedacht. Einen solchen Wallfahrtsweg plante die Pfarrei Lahnstein 1898 hinauf zum Allerheiligenberg. Doch wurde nur die letzte Station von C. Weis in Stein gehauen. Sie steht auf dieser Anhöhe in einer Grotte. Das ganze Vorhaben endete mit dem Entwurf, das in der Wirgeser Friedhofskapelle steht.

## Pfarrhäuser
Das älteste Pfarrhaus von Wirges befand sich im Bereich der „Festung“ an dem Platz, der heute noch „Pfarrgarten“ genannt wird. Es brannte im Dreißigjährigen Krieg (1618–1648) durch Brandstiftung der Schweden ab. Dabei gingen auch sämtliche Pfarrakten verloren.
Das zweite Pfarrhaus erbaute man neben die auf der Anhöhe stehende Kirche. Es soll ein Fachwerkhaus mit dünnen Wänden gewesen sei, dessen Wetterseite einen Schieferbeschlag gehabt hatte.
Es wurde 1895/96 niedergelegt, in der Waldstraße wieder aufgebaut, und das jetzige Pfarrhaus, dem Stil der Kirche angeglichen, gebaut.

## Pfarrer
Bis 1827 unterstanden die Pfarrer von Wirges dem Bistum Trier, ab 1827 dem Bistum Limburg.
| bis 1827  |                            |                                                | ab 1827   |                             |
| --------- | -------------------------- | ---------------------------------------------- | --------- | --------------------------- |
| 1325      | Arnoldus                   | namentlich erwähnt als „Plebanus de Weydergis“ | 1838–1868 | Quirin Josef Klau           |
| bis 1572  | N.N.                       |                                                | 1868–1879 | Peter Prötz                 |
| 1572–1586 | Abel                       | „pastor“                                       | 1879–1884 | Franz Hannappel             |
| 1592      | N.N. Johann                |                                                | 1884–1889 | Bernhard Feldmann           |
| 1599–1602 | Konrad Tholis              |                                                | 1889–1898 | Adam Sturm                  |
| 1603      | Philippus Arnoldi          |                                                | 1898–1938 | Dr. Josef Ignaz Luschberger |
| 1604      | Nikolaus Bredburg          |                                                | 1938–1960 | Robert Flink                |
| um 1641   | Franziskanerpater          | aus Montabaur                                  | 1960–1971 | Karl Brand                  |
| 1657      | Thomas Stein               |                                                | 1971–1991 | Albert Diefenbach           |
| 1660      | Adam Oster                 |                                                | 1991–2024 | Winfried Karbach            |
| 1669–1673 | Peter Otto I.              |                                                | 1991–2024 | Ralf Plogmann               |
| 1673–1675 | Adam Hartenfels            |                                                | 2024      | Andreas Fuchs               |
| 1675–1679 | Jakob Leuterod             | aus Montabaur                                  |           |                             |
| 1679–1693 | Peter Otto II.             |                                                |           |                             |
| 1693–1701 | Johann Visen               |                                                |           |                             |
| nach 1700 | Mareshall                  | Vizekurat                                      |           |                             |
| 1701–1748 | Johann Jakob de Barre      |                                                |           |                             |
| 1749      | Johann Christoph Schunk    |                                                |           |                             |
| 1749–1766 | Johann Heinrich Schwickert |                                                |           |                             |
| 1766–1796 | Johann Castor              |                                                |           |                             |
| 1769–1837 | Heinrich Hannappel         |                                                |           |                             |